# Pic de la Roia de Mollàs
{{Infotaula indret
- -     -       -         -           - = 2.644,0[1]

|localitzacio = Lladorre (Pallars Sobirà)
Arieja (França)
}}
El Pic de la Roia de Mollàs és una muntanya de 2.644 metres que es troba entre els municipis de Lladorre, a la comarca del Pallars Sobirà i l'Arieja a França.